# Lásenice
Lásenice település Csehországban, a Jindřichův Hradec-i járásban. Lásenice Dolní Žďár, Vydří, Číměř és Stráž nad Nežárkou településekkel határos. Lakosainak száma 579 fő (2024. január 1.).

## Népesség
A település lakosságának változását az alábbi diagram mutatja:
| Lakosok száma | 653  | 657  | 616  | 492  | 475  | 500  | 564  | 554  | 556  | 579  |
|               | 1869 | 1890 | 1921 | 1950 | 1980 | 2001 | 2017 | 2019 | 2022 | 2024 |